# Coal-Nunatak
Der Coal-Nunatak ist ein Nunatak mit steilen Kliffs auf der Südseite im Südosten der westantarktischen Alexander-I.-Insel. Er ragt 3 km südwestlich der Corner-Kliffs auf.
Luftaufnahmen, die der US-amerikanische Polarforscher Lincoln Ellsworth bei der ersten Sichtung während seines Antarktisfluges am 23. November 1935 angefertigt hatte, dienten dem US-amerikanischen Kartografen W. L. G. Joerg für eine Kartierung. Ellsworths Fotos zeigen den Nunatak von Nordwesten, so dass einzig der abgeflachte Gipfel aus den umgebenden Eismassen zu erkennen ist. Zu jenem Zeitpunkt war unklar, ob es sich um eine Erhebung auf der Alexander-I.-Insel oder eine Insel im George-VI-Sund handelt. Der Falkland Islands Dependencies Survey klärte dies durch Vermessungen im Jahr 1949 auf. Er benannte den Nunatak nach den Linsen aus Kohle, die hier anzutreffen sind.